# Трансазійська залізниця
Трансазійська залізниця (TAR) — це проект створення інтегрованої мережі вантажних залізниць у Європі та Азії. Проект належить Економічній і соціальній комісії ООН для Азії та Тихого океану (UNESCAP).

## Огляд
Проект був започаткований у 1950-х роках з метою забезпечити безперервну протяжність 14,080 км залізничного сполучення між Сінгапуром і Стамбулом, Туреччина, з можливим подальшим сполученням з Європою та Африкою. У той час морські та повітряні перевезення не були настільки добре розвинені, і проект обіцяв значно скоротити час і витрати на доставку між Європою та Азією. Прогресу в розробці TAR заважали політичні та економічні перешкоди протягом 1960-х, 1970-х і початку 1980-х років. До 1990-х років закінчення холодної війни та нормалізація відносин між деякими країнами покращили перспективи створення залізничної мережі на Азійському континенті. 
До 2001 року в рамках плану було вивчено чотири коридори:
- Північний коридор з’єднає Європу та Східну Азію через Німеччину, Польщу, Білорусь, Росію, Казахстан, Монголію, Китай, Північну Корею та Південну Корею з розривами колії на польсько-білоруському кордоні (1435 мм або 4 фути 8+1⁄2 дюймів до 1520 мм або 4 фути 11+27⁄32 дюймів), казахстансько-китайський кордон і монгольсько-китайський кордон (обидва від 1520 мм до 1435 мм). Транссибірська магістраль протяжністю 9250 км покриває більшу частину цього маршруту і наразі перевозить великі обсяги вантажів зі Східної Азії до Москви та далі до решти Європи. Через політичні проблеми з Північною Кореєю вантажі з Південної Кореї наразі повинні доставлятися морем до порту Владивосток, щоб отримати доступ до маршруту

- Південний коридор, також званий ITI-DKD-Y (Стамбул – Тегеран – Ісламабад – Делі – Калькутта – Дакка – Янгон)  прямуватиме з Європи до Південно-Східної Азії, з’єднуючи Туреччину, Іран, Пакистан, Індію, Бангладеш, М’янму та Таїланд із сполученням із провінцією Юньнань у Китаї та, через коридор Південно-Східної Азії, з Малайзією та Сінгапуром. Існують прогалини між Imphal - Moreh в Індії та Tamu - Kalay (також називаються Kale і Kalemyo) у М'янмі, між Chittagong - Cox's Bazar у Бангладеш та М'янмою та між М'янмою та Таїландом. Ділянка в східному Ірані між Бамом і Захеданом була завершена. На ірансько-пакистанському кордоні відбуваються або відбуватимуться порушення колії (1,435 мм).

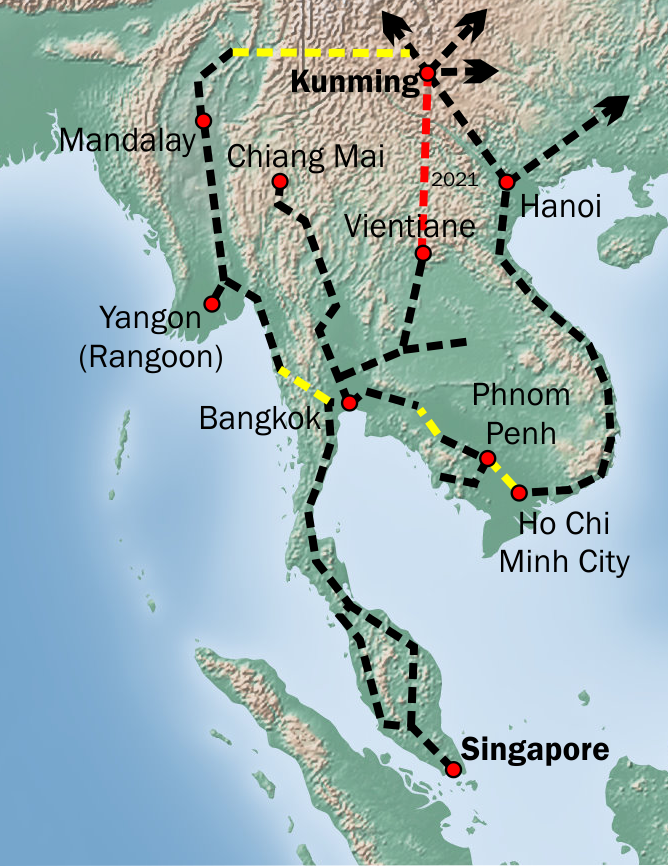
Сполучення в Південно-Східній Азії, побудовані (чорний), проектовані (жовтий) і ще не відкриті (червоний).

- Мережа Південно-Східної Азії; це в першу чергу складається з залізниці Куньмін–Сінгапур.

- Коридор Північ-Південь з’єднає Північну Європу з Перською затокою. Головний маршрут починається в Гельсінкі, Фінляндія, і продовжується через Росію до Каспійського моря, де він розпадається на три маршрути: західний маршрут через Азербайджан, Вірменію та західний Іран; центральний маршрут через Каспійське море до Ірану через залізничну поромну переправу; і східний маршрут через Казахстан, Узбекистан і Туркменістан до східного Ірану. Маршрути сходяться в столиці Ірану Тегерані та продовжуються до іранського порту Бендер-Аббас.

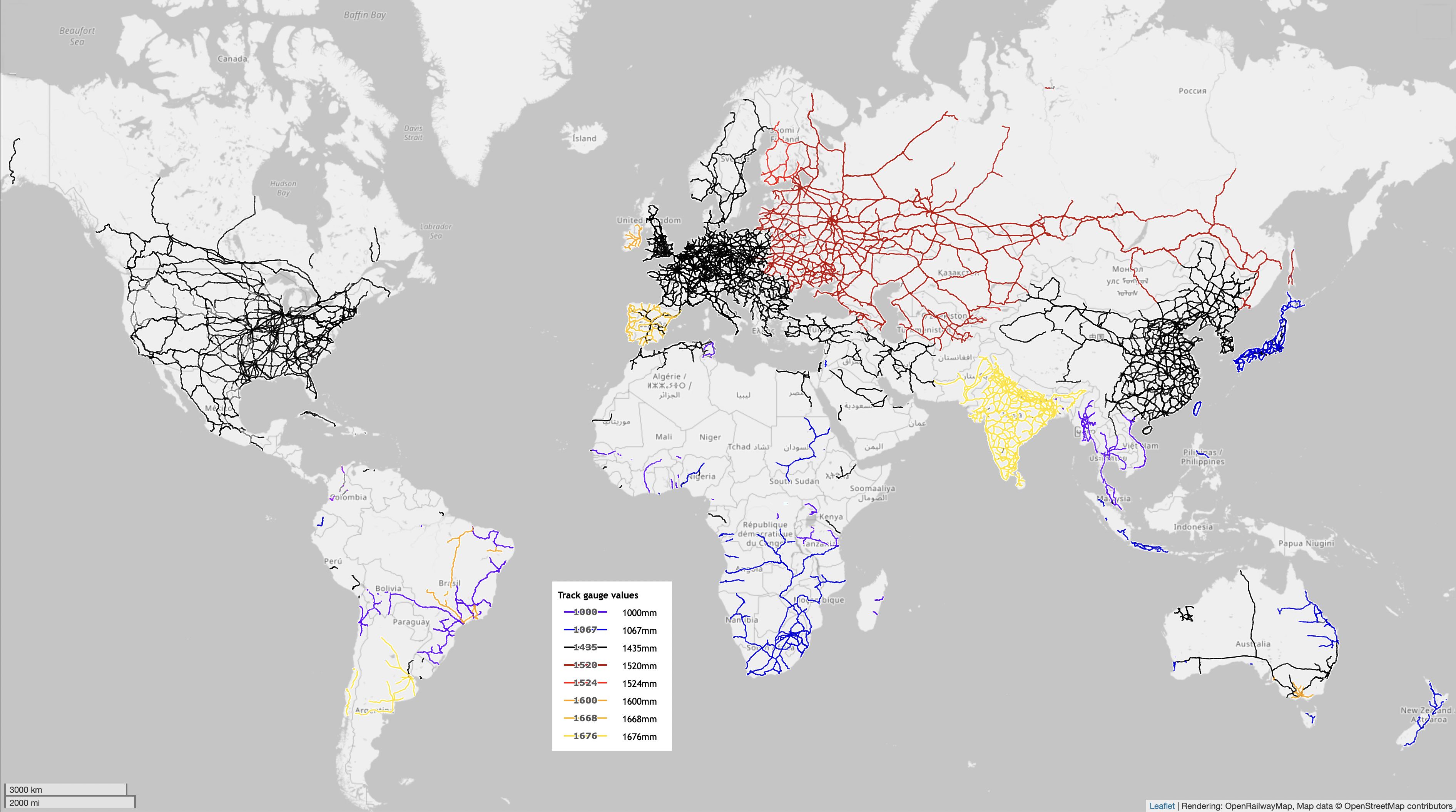
Карта світових залізниць із зазначенням різних колій, що використовуються. Чорний — стандартна колія, червоний — російська, жовтий — індійська, помаранчевий — між стандартною та російською, синій і фіолетовий — вузька колія. (Детальніше дивіться вставку карти.)

## Країни-учасники
Міністри транспорту та залізниць із сорока однієї країни взяли участь у тижневій конференції, що відбулася в Пусані, Південна Корея, де була сформульована угода. Пропонована залізнична мережа протяжністю 80 900 км почнеться від тихоокеанського узбережжя Азії і закінчиться на порозі Європи. Підписантами угоди були такі країни-учасниці:
- Афганістан
- Вірменія
- Азербайджан
- Бангладеш
- Білорусь
- Бутан
- Бруней
- Камбоджа
- КНР
- Індія
- Індонезія
- Іран
- Казахстан
- Лаос
- Монголія
- Непал
- Пакистан
- Південна Корея
- Росія
- Шрі-Ланка
- Таджикистан
- Таїланд
- Туреччина
- Туркменістан
- Узбекистан